# Tomba del guerriero del Grifone
La tomba del guerriero del Grifone è una tomba a fossa dell'età del bronzo che risale al Tardo Elladico II (circa 1450 a.C.), vicino all'antica città di Pilo in Grecia. La tomba è stata scoperta da un gruppo di ricerca sponsorizzato dall'Università di Cincinnati e guidato dagli archeologi, marito e moglie, Jack L. Davis e Sharon Stocker.  Il sito della tomba è stato scavato da maggio a ottobre 2015.
Durante lo scavo iniziale di sei mesi il gruppo di ricerca ha scoperto uno scheletro maschio adulto intatto e ha ritrovato 1400 oggetti tra cui armi, gioielli, armature e manufatti d'argento e d'oro. Dal 2015 il numero di reperti recuperati dalla tomba ha raggiunto oltre 3500 oggetti, tra cui un in pietra minoico storicamente significativa chiamata Pylos Combat Agate e quattro anelli d'oro con sigillo con immagini dettagliate della mitologia minoica.

## Antefatti
Il "palazzo più completamente conservato di tutta l'Età del Bronzo sulla terraferma greca" è il cosiddetto "Palazzo di Nestore", situato vicino alla città di Pilo. Nel 1939, l'archeologo Carl Blegen, professore di archeologia classica presso Università di Cincinnati, con la collaborazione dell'archeologo greco Konstantinos Kourouniotis, condusse uno scavo per localizzare il palazzo del famoso re dell'Iliade di Omero.
Blegen scelse un sito in cima a una collina in Messenia, chiamato Epano Englianos, come possibile posizione delle antiche rovine.  Lo scavo ha scoperto i resti di numerose strutture, tombe e i primi esempi di scrittura greca in Lineare B. Gli scavi continuarono dal 1952 al 1966 con Blegen che si ritirò nel 1957.
Con domande ancora da rispondere sulla civiltà micenea prima del XIII secolo a.C., l'Università di Cincinnati ha rinnovato gli scavi presso il "Palazzo di Nestore" nel 2015 con il sostegno della American School of Classical Studies at Athens e il permesso del Ministero della Cultura greco. Il lavoro di Blegen a Pilo è continuato da Davis e Stocker, che hanno lavorato entrambi in questa zona della Grecia negli ultimi 25 anni.

## Scavo iniziale
La tomba fu scoperta in un uliveto vicino all'antico palazzo di Nestore, all'interno della città dell'età del bronzo di Pilo, nel sud-ovest Grecia. I capi degli scavi, Davis e Stocker, avevano inizialmente pianificato di scavare in discesa dal Palazzo. A causa di problemi di burocrazia locale e di uno sciopero imprevisto, non sono stati in grado di ottenere un permesso per il sito desiderato e sono stati invece autorizzati a scavare in un uliveto vicino.
Alcuni punti nell'oliveto sono stati scelti per essere indagati, tra cui "tre pietre che sembravano formare un angolo". Il 28 maggio 2015, quando due membri del gruppo di ricerca hanno iniziato a scavare, un albero di due metri per un metro si rivelò coprire una tomba. I ricercatori hanno scoperto uno scheletro sul fondo della tomba circondato da vari manufatti. I resti sono stati trovati in una bara di legno collocata all'interno di una camera rivestita di pietra. Sono stati trovati oggetti ritenuti offerte funerarie all'interno e in cima alla bara e nel pozzo rivestito di pietra. I reperti consistevano in gioielli, pietre focaie, avori scolpiti, pettini, calici d'oro e d'argento e armi di bronzo.

### Identificazione del guerriero del Grifone
"Le analisi dello scheletro mostrano che questo dignitario di 30 anni aveva un'altezza di circa 170 cm, alto per un uomo del suo tempo. I pettini trovati nella tomba implicano che avesse i capelli lunghi. Un recente ricostruzione del viso computerizzata basata sul cranio del guerriero, creata da Lynne Schepartz e Tobias Houlton, antropologi fisici presso l'Università del Witwatersrand a Johannesburg, mostra un viso ampio e deciso con occhi ravvicinati e una mascella prominente ".
"Finora non abbiamo idea dell'identità di quest'uomo", ha detto Stocker - a parte il fatto che era una persona molto importante e molto ricca. Le sue ossa mostravano che aveva una robusta statura - che, insieme agli oggetti marziali trovati nella tomba, gli suggerivano di essere un guerriero - sebbene potesse anche essere un sacerdote, poiché molti degli oggetti trovati con lui avevano un significato rituale ".
Un'ulteriore analisi dello scheletro consentirà ai ricercatori di saperne di più sull'identità dello scheletro maschile. L'esame scientifico dei suoi denti ben conservati e delle ossa pelviche può aiutare a determinare il suo background genetico, la dieta e la causa della morte.

## Il corredo della tomba
- Una catena d'oro intrecciata con "edera sacrale".[6]
- Una spada lunga un metro con l'elsa ricoperta d'oro.[6]
- Un pugnale con elsa d'oro.[6]
- Diverse tazze in oro e argento.[6]
- Perle di corniola, ametista, ambra e oro.[6]
- Quattro anelli d'oro.[6]
- Dozzine di piccoli sigilli scolpiti con incisioni raffiguranti combattimenti, dee, canne, altari, leoni e uomini che saltano sui tori.[8]
- Una targa di avorio con una rappresentazione di un grifone in un paesaggio roccioso.[6]
- Uno specchio di bronzo con manico in avorio.[6]
- Sottili fasce di bronzo (resti dell'armatura del guerriero).[1]
- Zanne di cinghiale, probabilmente dall'elmo del guerriero.[1]
- Un coltello con una grande lama quadrata.[1]
- Due coppe d'oro schiacciate e una coppa d'argento con un bordo dorato e armi .[10]
- Sei tazze d'argento.[10]
- Tazze, ciotole, anfora, brocche e una bacinella di bronzo, alcune con finiture in oro, altre in argento.[10]
- Sei pettini in avorio decorati.[10]

## Ulteriori scavi e analisi
Inizialmente il gruppo di ricerca trovò difficoltà nel determinare la data di sepoltura dell'abitante della tomba. I resti di ceramiche sono in genere usati a scopi di datazione, ma la tomba del guerriero non conteneva ceramiche. Nell'estate del 2016 ulteriori scavi nell'area circostante la tomba hanno portato alla luce frammenti di ceramica che hanno permesso a Davis e Stocker di datare il sito al 1500-1450 a.C. Con queste informazioni furono in grado di determinare che il guerriero visse durante la fine del periodo della tomba a fossa e prima della costruzione dei palazzi miceni, incluso il Palazzo di Nestore.
I ricercatori stanno attualmente studiando i manufatti in dettaglio, con tutti gli oggetti di scavo rimasti in Grecia e il loro posizionamento finale sarà determinato dal servizio archeologico greco. L'ex antropologa dell'Università di Cincinnati Lynne Schepartz, ora dell'Università di Witwatersrand a Johannesburg in Sudafrica, sta studiando i resti scheletrici.
Test del DNA e analisi isotopiche sono anche in corso nella speranza di saperne di più sulle origini etniche e geografiche del guerriero.

### Anelli con sigillo in oro
Quattro anelli con sigillo d'oro presentati alla fine del 2016 sono incisi con intricate immagini minoiche e indicano chiaramente un significativo trasferimento culturale miceneo-minoico in quest'epoca.

### Agata con scena di combattimento
Tra i vari reperti tombali trovati, un piccolo oggetto di 3,6 cm di lunghezza e incorporato nella pietra calcarea si è rivelato essere, dopo un anno di pulizia, un sigillo in pietra splendidamente scolpito. L'immagine del sigillo, una scena di combattimento finemente incisa, può essere vista in tutti i suoi dettagli solo con una lente per fotomicroscopia.   "Potrebbe essere stata usata una lente d'ingrandimento per creare i dettagli sulla pietra", secondo Stocker, ma "nessun tipo di strumento di ingrandimento di questo periodo è mai stato trovato." 

## Interpretazioni
"'Probabilmente era dagli anni '50 che non trovavamo una tomba così ricca", ha dichiarato James C. Wright, direttore della American School of Classical Studies di Atene. La tomba, secondo il dott. Wright, si trova "alla data al centro del rapporto tra la cultura continentale e la cultura superiore di Creta" e aiuterà gli studiosi a capire come le culture statali che si sono sviluppate a Creta sono state adottate in quello che è diventato il palazzo culturale miceneo sulla terraferma.
"I palazzi trovati a Micene, Pilo e altrove sulla terraferma greca hanno un'ispirazione comune: tutti presi in prestito pesantemente dalla civiltà minoica che sorse sulla grande isola di Creta, a sud-est di Pilo. I minoici erano culturalmente superiori ai Micenei ma furono in seguito invasi da loro. In che modo la cultura minoica passò ai Micenei? La tomba del guerriero potrebbe contenere molte risposte. Morì prima che i palazzi iniziassero a essere costruiti e la sua tomba fosse piena di manufatti realizzati a Creta. "Questo è un momento trasformativo nell'età del bronzo ", ha dichiarato il Dr. Brogan, direttore dell'Istituto per il centro di studi preistorico dell'Egeo per Creta orientale." "
Davis e Stocker credono che i reperti scoperti nel 2015 nella tomba di 3.500 anni "fossero simboli del suo potere come sovrano della città di Pylos", situato sulla costa sud-occidentale della Grecia. "Chiunque siano, sono le persone che introducono le culture minoiche sulla terraferma e forgiano la cultura micenea", ha detto Davis.